# Sherlock Holmes (Meiringen)

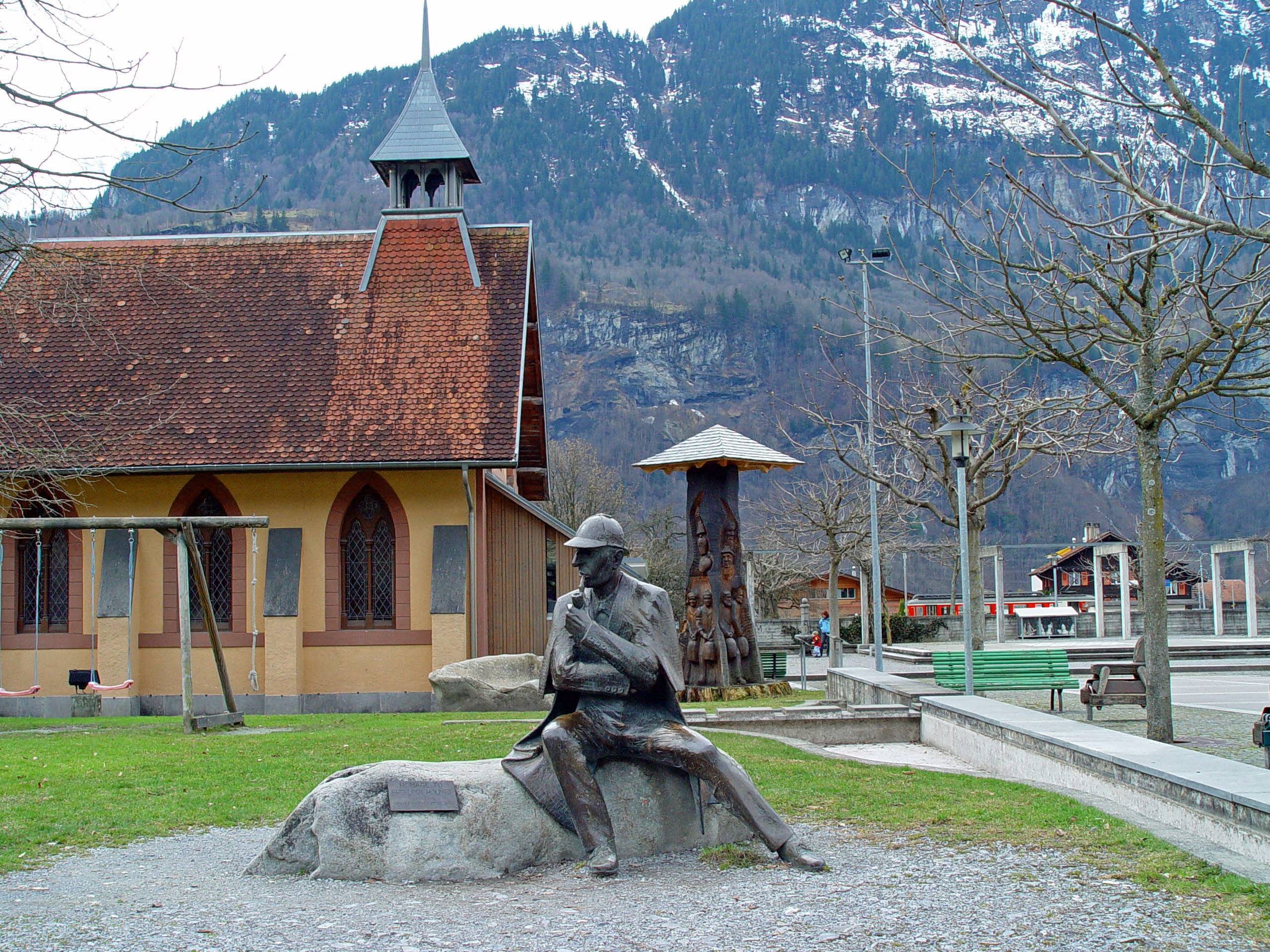

Sherlock Holmes heißt eine Plastik von John Doubleday. Sie wurde am 10. September 1988 in Meiringen, Schweiz, enthüllt. Es ist der Ort, an dem es in den Romanen von Arthur Conan Doyle Sherlock Holmes gelingt, seinen Gegenspieler Professor Moriarty zu besiegen.